# Adolph von Carlowitz

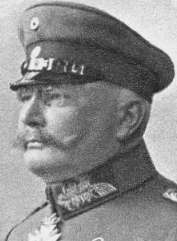
Adolph von Carlowitz.

Hans Karl Adolph von Carlowitz, född 25 mars 1858, död 9 juli 1922, var en sachsisk militär.
von Carlowitz blev officer vid infanteriet 1879, major vid generalstaben 1898, överste och regementschef 1906, generallöjtnant 1913 och general av infanteriet 1914. Han fick avsked 1919. Under första världskriget var von Carlowitz armékårschef 1914-1917 såväl på öst- som på västfronten och blev i augusti 1918 i chef för 9:e armén (mellan Cambrai och Saint-Quentin). Mellan maj 1914 och oktober 1916 var han sachsisk krigsminister.